# Тягар білої людини (фільм)
Тягар білої людини (англ. White Man's Burden) — американо-французький фільм 1995 року.

## Сюжет
Луїс працює на фабриці з виробництва морозива. У нього є дружина та діти, яких треба годувати, платити за житло. Луїс мріє отримати місце бригадира на фабриці. Одного разу йому доручають відвезти лист власнику фабрики Тадеусу. Господар фабрики — негр, і зневажає білих, вважаючи їх не зовсім повноцінними. Запідозривши, що Луїс підглядав за його дружиною він просить більше не надсилати його з листами. Але начальник взагалі звільняє Луїса. Той у розпачі, звинувачує у своєму нещасті Тадеуса і вирішує захопити його в заручники з наміром отримати викуп.

## У ролях
| Актор           | Роль         |
| --------------- | ------------ |
| Джон Траволта   | Луї Піннок   |
| Гаррі Белафонте | Тадеус Томас |
| Келлі Лінч      | Маршу Піннок |
| Маргарет Ейвері | Меган Томас  |
| Том Бауер       | Стенлі       |
| Ендрю Лоуренс   | Донні Піннок |
| Бампер Робінсон | Мартін       |
| Том Райт        | Ліонель      |
| Шеріл Лі Ральф  | Роберта      |
| Джудіт Дрейк    | Дороті       |
| Роберт Госсетт  | Джон         |
| Веслі Томпсон   | Вільямс      |

| Актор              | Роль              |
| ------------------ | ----------------- |
| Том Нолан          | Йоханссон         |
| Віллі С. Карпентер | Маркус            |
| Майкл Біч          | поліцейський 1    |
| Лі Дункан          | поліцейський 2    |
| Ванда-Лі Еванс     | Рене              |
| Лоуренс Мендлі     | шериф 1           |
| Вільям Гендрі      | шериф 2           |
| Том Беррі          | орендодавець      |
| Керрі Снодгресс    | Джосін            |
| Брайан Брофі       | банківський касир |
| Челсі Легос        | Шеріл             |

## Саундтрек
| Список треків | Список треків                                | Список треків |
| #             | Назва                                        | Тривалість    |
| ------------- | -------------------------------------------- | ------------- |
| 1.            | «Regarding Steven - Blues Traveler»          | 4:43          |
| 2.            | «Dream Baby - Hootie & The Blowfish»         | 2:59          |
| 3.            | «We Got It Goin' On - Changing Faces»        | 3:03          |
| 4.            | «Time Has Come Today - Me'Shell NdegeOcello» | 6:01          |
| 5.            | «Tripping Billies - Dave Matthews Band»      | 4:13          |
| 6.            | «How Can I Live Without You - Cracker»       | 3:33          |
| 7.            | «Broken TV - Bush»                           | 3:42          |
| 8.            | «Animal - Meat Puppets»                      | 4:31          |
| 9.            | «The Burden - Howard Shore»                  | 4:10          |
| 10.           | «The Hymn - Howard Shore»                    | 2:27          |
| 39:21         |                                              |               |